# Aïcha (Lied)
Aïcha ist der Titel eines französischsprachigen Liedes des algerischen Raï-Künstlers Khaled, das von Jean-Jacques Goldman für ihn geschrieben wurde. „Aïcha“ (arabisch عائشة, DMG ʿĀʾiša) ist ein arabischer Frauenname.
Die erste, rein französisch gesungene Version wurde 1996 nur als Single veröffentlicht und ist nie auf einem Album erschienen. Khaleds 1996 veröffentlichtes Album Sahra enthält eine zweisprachige – französisch-arabische – Version, der arabischsprachige Textteil stammt von Khaled. Das Video zu Aïcha wurde von Sarah Moon produziert. Die französischsprachige Version wurde unter anderem anlässlich des berühmten „1,2,3 Soleils“-Konzertes in Paris von Khaled und Faudel, einem weiteren Vertreter des Raï, präsentiert.

## Zentrales Thema
Das Lied handelt von einer Frau namens Aïcha, die von einem Mann umworben wird. Er verspricht ihr Perlen, Juwelen, Gedichte sowie andere Luxusgüter und romantische Dinge, worauf sie erwidert:
| Sie sagte mir: „Behalte deine Schätze ich bin mehr wert als all das Käfige sind Käfige, selbst wenn sie aus Gold sind Ich möchte dieselben Rechte wie du Und Respekt an jedem Tag Ich möchte nur Liebe.“ | Elle m’a dit : « Garde tes trésors moi je vaux mieux que tout ça Des barreaux sont des barreaux, même en or Je veux les mêmes droits que toi Du respect pour chaque jour moi je ne veux que de l’amour. » |

Der Refrain drückt die Verzweiflung des Mannes aus:
| Aïcha, Aïcha, hör' mir zu! Aïcha, Aïcha, geh’ nicht weg! Aïcha, Aïcha, schau' mich an! Aïcha, Aïcha, antworte mir! | Aïcha, Aïcha, écoute-moi ! Aïcha, Aïcha, t’en va pas ! Aïcha, Aïcha, regarde-moi ! Aïcha, Aïcha, réponds-moi ! |

## Rezeption

### Chartplatzierungen
| ChartsChartplatzierungen | Höchstplatzierung | Wochen |
| ------------------------ | ----------------- | ------ |
| Deutschland (GfK)        | 33 (35 Wo.)       | 35     |
| Frankreich (SNEP)        | 1 (23 Wo.)        | 23     |
| Schweiz (IFPI)           | 11 (39 Wo.)       | 39     |
| Wallonie (Ultratop)      | 1 (26 Wo.)        | 26     |

| ChartsJahrescharts (1996) | Platzierung |
| ------------------------- | ----------- |
| Frankreich (SNEP)         | 4           |
| Wallonie (Ultratop)       | 7           |

| ChartsJahrescharts (1997) | Platzierung |
| ------------------------- | ----------- |
| Schweiz (IFPI)            | 3           |
| Wallonie (Ultratop)       | 79          |

### Auszeichnungen für Musikverkäufe
| Land/Region       | Auszeichnungen für Musikverkäufe (Land/Region, Auszeichnung, Verkäufe) | Verkäufe  |
| ----------------- | ---------------------------------------------------------------------- | --------- |
| Belgien (BRMA)    | Platin                                                                 | 30.000    |
| Frankreich (SNEP) | Diamant                                                                | 1.000.000 |
| Insgesamt         | 1× Platin · 1× Diamant ·                                               | 1.030.000 |

## Coverversionen
Das Lied wurde von verschiedenen Künstlern neu interpretiert. Des Weiteren wurde Aïcha in zahlreiche weitere Sprachen übersetzt.

### Outlandish-Version
2003 veröffentlichte die dänische Hip-Hop-Band Outlandish eine englischsprachige Version (Aicha). Diese Version erreichte unter anderem die Chartspitze der deutschen Singlecharts 2003 sowie die Chartspitze der deutschen Airplaycharts. Darüber hinaus erreichte diese Version Rang eins in den Niederlanden, Schweden und der Schweiz.

#### Chartplatzierungen
| ChartsChartplatzierungen | Höchstplatzierung | Wochen |
| ------------------------ | ----------------- | ------ |
| Deutschland (GfK)        | 1 (17 Wo.)        | 17     |
| Österreich (Ö3)          | 3 (20 Wo.)        | 20     |
| Schweiz (IFPI)           | 1 (21 Wo.)        | 21     |

| ChartsJahrescharts (2003) | Platzierung |
| ------------------------- | ----------- |
| Deutschland (GfK)         | 7           |
| Österreich (Ö3)           | 17          |
| Schweiz (IFPI)            | 4           |

#### Auszeichnungen für Musikverkäufe
| Land/Region        | Auszeichnungen für Musikverkäufe (Land/Region, Auszeichnung, Verkäufe) | Verkäufe |
| ------------------ | ---------------------------------------------------------------------- | -------- |
| Dänemark (IFPI)    | Platin                                                                 | 90.000   |
| Deutschland (BVMI) | Gold                                                                   | 150.000  |
| Österreich (IFPI)  | Gold                                                                   | 15.000   |
| Schweiz (IFPI)     | Gold                                                                   | 20.000   |
| Insgesamt          | 3× Gold · 1× Platin ·                                                  | 275.000  |

### Weitere Coverversionen
Zu den bekanntesten Versionen zählen außerdem die Zouk-Version von Kassav’ sowie Africandos Salsa-Version.